# Nora Astorga

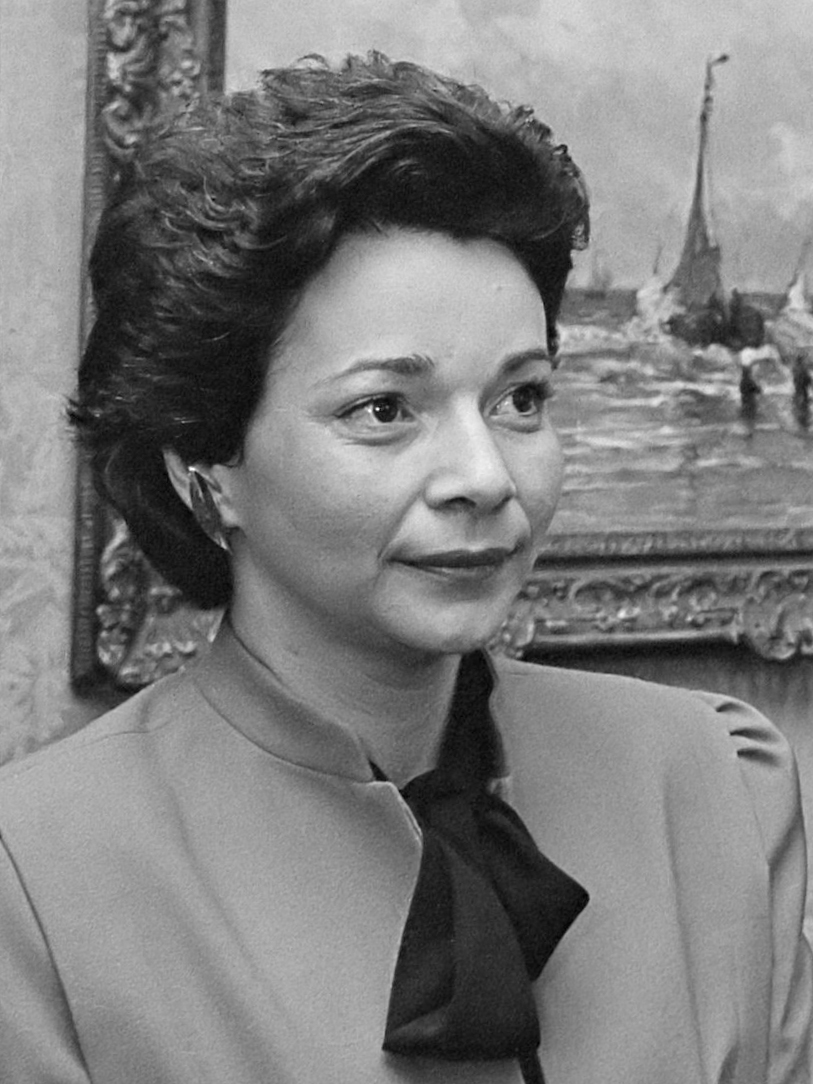
Nora Astorga (1982)

Nora Astorga Gadea (* circa 1948; † 14. Februar 1988) war eine Untergrundkämpferin in der Nicaraguanischen Revolution 1979, Juristin, Politikerin, Richterin und von 1986 bis 1988 Botschafterin Nicaraguas bei den Vereinten Nationen.

## Jugend und Bildung
Astorga wuchs als ältestes Kind einer religiösen Familie der oberen Mittelklasse in Managua auf. Der Vater war Holzexporteur und Viehzüchter und hatte Verbindungen zur herrschenden Somozafamilie. In ihrer Jugend war sie gläubige Katholikin und beteiligte sich häufig an Wohltätigkeitsaktionen in den armen Stadtteilen Managuas. Im Jahre 1967 verkündete sie zum Leidwesen ihrer Familie, dass sie in den anstehenden Präsidentschaftswahlen nicht Anastasio Somoza Debayle, sondern seinen Gegenkandidaten, Fernando Agüero, unterstützte. Zu ihrer persönlichen Sicherheit und, um ihr „den Kopf gerade zu rücken“, schickte ihre Familie sie in die USA, wo sie von 1967 bis 1969 Medizin studierte. Astorga gab jedoch dieses Studium auf, weil sie das Sezieren von Tieren in den Vorlesungen störte. Über ihre Zeit in Washington, D.C. sagte sie: „Was mich am meisten in den USA beeindruckte, waren die sozialen Kontraste und vor allem der Rassismus. Mir ist Rassismus in dieser Art in Nicaragua noch nie begegnet … In dieser Zeit entstand mein politisches Bewusstsein.“

## Revolutionärin
„Revolutionen kann man nicht exportieren, wie Coca-Cola oder Taschenbücher oder dergleichen … Man stellt sie nicht im Inland her und schickt sie fort. Revolutionen werden in einem Land gemacht, wenn die Bedingungen in dem betreffenden Land für einen Änderungsprozess gegeben sind.“
Astorga kehrte 1969 nach Nicaragua zurück und studierte Jura an der Universidad Centroamericana in Managua. In dieser Zeit entstanden ihre Kontakte mit den Sandinisten. Von 1969 bis 1973 war sie verantwortlich für die Beschaffung von konspirativen Wohnungen und für den Transport des Anführers Oscar Turcios.
Mit 22 Jahren heiratete Astorga Jorge Jenkins, einen studentischen Aktivisten. Die beiden verbrachten das folgende Jahr in Italien; Jenkins studierte Anthropologie und Astorga Finanzrecht und Computerprogrammierung. Sie hatten zwei Kinder und trennten sich nach fünf Jahren. In dieser Zeit führte Astorga ein Doppelleben als Mutter und Anwältin einer der größten Baufirmen Nicaraguas während sie heimlich die Sandinisten unterstützte.
Nach der Ermordung Pedro Chamorros am 10. Januar 1978 entschied sich Astorga, dem bewaffneten Kampf der Sandinisten gegen das Somozaregime beizutreten. Chamorro (1924–1978) war Journalist und Herausgeber der Zeitung La Prensa – der einzigen bedeutenden oppositionellen Zeitung des Landes während der langen Herrschaft der Somozafamilie – und Ehemann von Violeta Barrios de Chamorro, der Präsidentin Nicaraguas von 1990 bis 1996. Zu ihrem Entschluss meinte Astorga: „Endlich war mir klar, dass bewaffneter Kampf die einzige Lösung war, dass einem Gewehr nicht mit einer Blume begegnet werden kann, dass wir uns in den Straßen befanden, aber wenn diese Macht nicht organisiert wurde, wir nicht viel erreichen würden“, sagte sie. „Für mich war es der Zeitpunkt der Überzeugung: entweder ich griff mit ganzem Einsatz zu den Waffen oder ich würde überhaupt nichts verändern“.
Astorga wurde berühmt wegen ihrer Beteiligung an der misslungenen Entführung und dem Mord an General Reynaldo Pérez Vega (Spitzname „El Perro“ (der Hund)). Pérez Vega war stellvertretender Kommandeur der Nationalgarde Somozas und arbeitete auch für die CIA. Am 8. März 1978 lockte Astorga den General in ihre Wohnung in Managua, indem sie ihm Hoffnung auf ein sexuelles Entgegenkommen machte, hinter dem er schon lange her war. Der Plan war, den General zu entführen und die Freilassung eingesperrter Sandinisten zu erpressen. Die drei Sandinisten, die sich in Astorgas Wohnung versteckt hielten, konnten den General jedoch nicht überwältigen, da sich dieser unerwartet stark zur Wehr setzte. In der Auseinandersetzung wurde er getötet. Er wurde später mit durchtrennter Kehle, eingewickelt in einer sandinistischen Flagge, aufgefunden.
In der Folge wurde landesweit nach Astorga gefahndet und sie fand Zuflucht bei den Sandinisten in den Urwäldern. Im nationalen Oppositionsblatt La Prensa wurde sie in Tarnkleidung mit einer AK-47 abgebildet. In ihrer Zeit im Untergrund wurde Astorga mit ihrem dritten Kind schwanger; Vater war José María Alvarado, ein führender Sandinist. Als fünftes Kind adoptierte sie später noch den Sohn eines während der Revolution getöteten Freundes.

## Stellvertretende Justizministerin und UN-Botschafterin
Nachdem die Sandinisten im Juli 1979 die Macht in Nicaragua übernahmen, wurde Astorga zur stellvertretenden Justizministerin des Landes ernannt. In dieser Eigenschaft war sie für die Gerichtsverfahren gegen ca. 7.500 Mitglieder der Nationalgarde Somozas zuständig.
Im Jahre 1984 sollte sie Botschafterin Nicaraguas in den USA werden, wurde jedoch von der Reagan Regierung wegen ihrer Beteiligung am Mord General Vegas abgelehnt.
Astorga wurde dann zur stellvertretenden Botschafterin ihres Landes bei den Vereinten Nationen (UNO) ernannt. Ab März 1984 war sie dann Botschafterin Nicaraguas bei der UNO bis zu ihrem Tod im Jahre 1988. Sie war entscheidend daran beteiligt, dass die UNO das Urteil des Internationalen Gerichtshofs angenommen hat, welches besagte, dass die Unterstützung der Contras durch die USA illegal war.

## Früher Tod
Nora Astorga wurde im Juli 1987 der Titel Heldin des Vaterlandes und der Revolution und der Orden des Carlos Fonseca verliehen, die höchste Auszeichnung Nicaraguas zu jener Zeit. Am 14. Februar 1988 starb „La Norita“, wie sie auch genannt wurde, im Alter von 39 Jahren an Gebärmutterhalskrebs in Managua.
Im Wandgemälde der Visitación im Casa Ave Maria in Managua ist Astorga als eine der Zwölf Apostel dargestellt. Außerdem ist in der Stadt ein Viertel (Barrio) nach ihr benannt.